# 美國聯合碳化物
美國聯合碳化物（Union Carbide），是美國的主要石油化工公司，現時為美國陶氏化工的全資附屬公司。

## 历史
该公司创立于1917年11月1日，联合碳化物和碳公司（Union Carbide and Carbon Corporation）由联合碳化物公司（Union Carbide Company，1898）、国家碳公司（National Carbon Company，1886）、林德空气化工公司（Linde Air Products Company）等几家公司合并而成。
1920年，該公司开始生产乙二醇，隨著石油化工的興起而漸漸成長。在戰後，該公司涉足不同領域，包括了合金、工業用氣體、農藥、電子以及消費性產品，在全球各地都設有化工廠。但集團的擴張，隨1984年12月3日的博帕爾事件而終止。在博帕爾事件後，聯合碳化物的商譽受到重大打擊，而石油化工以外的業務，亦全數獨立分拆上市或出售。
之後該公司主要製造乙烯和聚乙烯（Polyethene）兩種基礎化學品，以及其衍生品。1990年為日本小松製作所收購。2001年，美國陶氏化工收購聯合碳化物，聯合碳化物成為陶氏的全資附屬公司。

## 參看
- 博帕爾事件，該公司在1984年在印度廠房發生的氰化物洩漏事件